# Cécile Lecomte
Cécile Stephanie Lecomte (* 8. Dezember 1981 in Épinal, Frankreich) ist eine in Deutschland lebende französische Umweltaktivistin.

## Allgemeines
Viele ihrer Aktionen haben mit dem Klettern zu tun, weswegen sie den Beinamen Das Eichhörnchen trägt. Anfangs beteiligte sie sich an Aktionen im Rahmen der globalisierungskritischen und der pazifistischen Bewegung. Mittlerweile stellt sie ihre Aktionen vor allem in den Kontext der Antiatomkraftbewegung, aber auch der konsumkritischen Bewegung und der Bewegung gegen die Gentechnik. Zuletzt ist sie im Rahmen der Proteste gegen das Bahnhofsprojekt Stuttgart 21 in Erscheinung getreten. Aufgrund ihrer Aktionen des zivilen Ungehorsams wurde sie mehrfach von deutschen Gerichten verurteilt oder präventiv „zur Gefahrenabwehr“ in Gewahrsam genommen. Durch Selbststudium, eigene Prozesse und die Zusammenarbeit mit Rechtshilfegruppen hat sie sich Rechtskenntnisse angeeignet. Inzwischen verteidigt sie sich nicht nur selbst, sondern auch „Mitkämpfer“ in Strafprozessen vor Gericht. Lecomte ist zudem journalistisch tätig, hält Vorträge und wirkt an der internationalen Vernetzung sozialer Bewegungen mit. Ihr Buch Kommen Sie da runter! – Kurzgeschichten und Texte aus dem politischen Alltag einer Kletteraktivistin erschien Anfang 2014 im Verlag Graswurzelrevolution.

## Leben
Cécile Stéphanie Lecomte wurde am 8. Dezember 1981 im französischen Épinal (Vogesen) geboren. Sie wuchs in Orléans auf und begeisterte sich früh für das Bergsteigen. Ihre erste Schritte machte sie in Fontainebleau (Bouldern) und in den Ferien fuhr sie mit ihrer Mutter in die Alpen zum Bergsteigen im Mont-Blanc-Gebiet, zum Tourenski oder Felsklettern. Sie gewann die Jugendmeisterschaften im Sportklettern und beteiligte sich an internationalen Meisterschaften. Bereits in ihrer Jugend engagierte sich Lecomte in politischen Gruppierungen.
Lecomte studierte Betriebswirtschaftslehre an der Universität Bayreuth. Während ihrer Studienzeit engagierte sie sich in der Grünen Hochschulgruppe Bayreuth. Später wechselte sie an die Uni Erlangen, war dort in der Grünen Jugend aktiv und kandidierte auch für Gremien in der universitären Selbstverwaltung. Zudem hat sie ein abgeschlossenes Studium als französische Sprachenlehrerin. Lecomte lehrte zunächst zwischen 2005 und 2007 an Schulen in Lüneburg Französisch. Ihre Aktionen, die ein großes mediales Echo hervorriefen, plante sie in der Freizeit. Nach Beendigung ihres Arbeitsverhältnisses widmete sich Lecomte gänzlich der Politik. Die staatliche Überwachung ihrer politischen Aktivitäten, Druck auf die Schulleitung wegen ihres politischen Engagements und eine mit ihrem Beruf als Lehrerin nur schwer kombinierbare chronische Autoimmunerkrankung (Rheumatoide Arthritis) – Lecomte ist inzwischen schwerbehindert (GdB 90) – halfen ihr, diesen Schritt zu machen. Inzwischen ist sie auf einen Rollstuhl angewiesen – klettert aber weiter. Über ihre Erfahrungen mit Behinderung im Alltag berichtet sie in ihrem Blog unter dem Tag „anders sein“. 2008 zog sie in einen Bauwagen, 2010 war sie Mitgründerin des Vereins Lebenswagen, der sich für sesshaftes Leben in Fliegenden Bauten engagiert. Seit Januar 2018 wohnt sie im selbstverwalteten Mietshäusersyndikat Freiraum- und Wohnprojekt Unfug in Lüneburg. Sie finanziert ihren Lebensunterhalt als Vollzeitaktivistin durch die regelmäßige finanzielle Zuwendung von über 30 Menschen im Rahmen des Förder-Programmes „BewegungsarbeiterInnen“ der Bewegungsstiftung und ist Mitherausgeberin der Monatszeitung Graswurzelrevolution. Sie bezeichnet sich in der Einleitung ihres Anfang 2014 erschienenen autobiographischen Buches Kommen Sie da runter! als „Journalistin und Aktionskletterkünstlerin“. Mit ihrem Buch geht sie in ganz Deutschland auf Lesereise und berichtet über ihre Erfahrungen als Aktivistin. Gemeinsam mit der Gesellschaft für Freiheitsrechte und der Berliner Rechtsanwältin Anna Luczak hat sie sich im September 2023 erfolgreich gegen eine Fahndungsausschreibung durch das Bundeskriminalamt gewehrt.

## Aktionen (Auswahl)
- Baumbesetzungen[25]
  - Im Januar 2007 besetzte Cécile Lecomte gegen Straßenausbau Bäume in Lüneburg. Laut der Internetplattform Indymedia wurde die Aktion durch ein SEK beendet.[26]
  - Im September 2007 führte sie eine Baumbesetzung gegen Braunkohletagebau in Lakoma bei Cottbus durch.[27]
  - 2008 protestierte die Umweltaktivistin durch eine weitere Baumbesetzung in Kelsterbach gegen den dortigen Flughafenausbau.[28]
  - Im Winter 2009/2010 führte sie zusammen mit der Initiative Robin Wood[29] mehrere Baumbesetzungen im Rahmen der Aktion Moorburgtrasse stoppen durch.[30]
  - Immer wieder unterstützt sie den Braunkohlewiderstand im Rheinland durch Aktionen und Baumbesetzungen[31]
  - 2016 und 2017 unterstützte sie die Baumbesetzung gegen das Nuklearforschungszentrum Cigéo im französischen Bure[32]
- Luftakrobatik gegen Atomtransporte[33]
  - 2008 blockierte die Französin mehrere Stunden zwei Uranmüllzüge bei Burgsteinfurt.[34][35]
  - 2009 protestierte Lecomte ein drittes Mal in Münster gegen Atommülltransporte nach Frankreich.[36]
  - 2010 führte sie eine Abseilaktion gegen den Castortransport nach Gorleben durch.[37]
  - 2011 nahm Lecomte an einer Aktion zur Blockade des Castorzuges nach Gorleben bei Fulda teil[38] und verbrachte deshalb im Anschluss drei Tage in der JVA Preungesheim.[39]
  - 2012 führte sie eine Aktion zur Blockade eines Kanalschiffs durch, das einen Dampferzeuger aus dem abgeschalteten Kernkraftwerk Obrigheim über den Dortmund-Ems-Kanal nach Lubmin transportieren sollte.[40][41][42][43] Dabei seilte sie sich in Münster von der Kanalbrücke der Wolbecker-Straße ab und blockierte die Weiterfahrt des Schiffs, bis abends die Schleuse in Münster ihren Betrieb einstellte, so dass das Schiff über Nacht in Münster verweilen musste. Die Blockade wurde von einem Spezialkommando der Polizei beendet, Lecomte festgenommen, jedoch bereits am Folgetag aus der Haft entlassen. Sie wurde später wegen der „Fehlbenutzung einer Schifffahrtsanlage“ zu einem Bußgeld in Höhe von 20 Euro verurteilt.[44]
  - 2012 blockierte sie zusammen mit weiteren Aktivisten durch Kletteraktionen zwei Uranzüge von der Urananreicherungsanlage Gronau (NRW) nach Pierrelatte (Frankreich).[45][46]
  - 2014 beteiligte sie sich an mehreren Aktionen und Blockaden gegen den Umschlag von Uran im Hamburger Hafen.[47][48][49]
  - Vom 6. auf den 7. April 2016 seilte sie sich mit einer weiteren Aktivistin in Buchholz in der Nordheide von einer Eisenbahnbrücke ab, um einen Uranerzkonzentratzug anzuhalten. Der Zug stand ca. 4 Stunden am Buchholzer Bahnhof.[50][51][52] Ihre Ingewahrsamnahme im Zuge der Protestaktion erklärte das OLG Celle für rechtswidrig. Das durch das Amtsgericht verhängte Bußgeld wegen Verstoßes gegen die Eisenbahn-Bau- und Betriebsordnung in Höhe von 500 Euro wurde durch das Oberlandesgericht aufgehoben.[53][54][55]
  - Am 28. Juni 2017 beteiligte sie sich an einer Abseilaktion mit weiteren Robin Wood-Aktivisten gegen den Castortransport auf dem Neckar[56][57][58]. Der Castor kam wegen der Aktion zum Stehen. Bei den darauf folgenden Castortransporten beteiligte sie sich an Schwimmaktionen im Neckar.[59]
  - Am 18. November 2019 beteiligte sie sich an einer Kletteraktion gegen den Export von UF6 nach Russland in Metelen, die Aktion in den Seilen dauerte 8 Stunden an.[60]
  - Am 5. Oktober 2020 seilte sie sich von einer Brücke über der Bahnanlage bei Münster-Häger ab, um gegen den Export von Uran (UF6) nach Russland zu protestieren.[61]
- Feldaktionen gegen Gentechnik[62]
  - 2008 zerstörte Lecomte gemeinsam mit der Initiative „Gendreckweg“ ein Feld mit gentechnisch verändertem Mais der Firma Monsanto.
  - 2009 besetzte die Französin vor der Aussaat ein Feld in Groß Lüsewitz bei Rostock.
  - 2011 organisierte sie eine Tripod-Aktion gegen die Tagung der Gentechniklobby in Üplingen.[63]
- Antimilitarismus[64]
  - 2008 kettete sich die Umweltaktivistin an Eisenbahnschienen, um einen Militärtransport bei Husum zu verhindern.
  - 2017 seilte sie sich von der Fassade eines Hochhauses in Lüneburg ab, um gegen einen Rückkehrerappell der Bundeswehr zu demonstrieren[65].
- Konsumkritik[66]
  - Im Januar 2009 protestierte Lecomte durch Adbusting und Fassadenklettern auf der Deutschen Bank gegen verschwenderischen Konsum.
  - Im März 2015 beteiligte sie sich mit einer kapitalismus- und konsumkritischen Kletteraktion an einem Bankenhochhaus an den Blockupy-Protesten in Frankfurt am Main.[67]

## Strafrechtliche Verurteilungen
Im Juli 2009 verurteilte das Amtsgericht Kitzingen Cécile Lecomte wegen Sachbeschädigung zu einer Geldstrafe von 675 Euro. Mitte April 2010 folgte vom Amtsgericht Frankfurt am Main eine Verurteilung wegen Hausfriedensbruch in drei Fällen, davon in einem Fall tateinheitlich mit Nötigung, zu einer Geldstrafe von 120 Euro. Am 30. Juni 2010 bestätigte das Landgericht Würzburg den Richterspruch des Amtsgerichts Kitzingen und verwarf das sowohl von Lecomte als auch von der Staatsanwaltschaft hiergegen eingelegte Rechtsmittel. Am 1. April 2016 hat das Dortmunder Schifffahrtsgericht einen Tag Erzwingungshaft gegen Cécile Lecomte verhängt, weil sie das Bußgeld von 20 € für die Münsteraner Aktion nicht bezahlt hat. Sie trat die Haft jedoch nicht an, weil das Bußgeld durch den JVA-Leiter bezahlt wurde. Die geringfügigen strafrechtlichen Verurteilungen wurden inzwischen aus dem Bundeszentralregister gelöscht. Die Aktivistin führt ihrerseits eine Liste mit gerichtlich festgestellten rechtswidrigen polizeilichen Maßnahmen gegen sie, wie Gewahrsam, Überwachung, Platzverweise etc. Zahlreiche Entscheidungen sind veröffentlicht.

## Sonstiges
Anfang August 2022 wurde Cécile Lecomte, die inzwischen auf einen Rollstuhl angewiesen ist, mit Hilfe der Polizei im Göttinger Bahnhof aus einem ICE verwiesen. Die Zugchefin warf ihr renitentes Verhalten vor, das eine weitere Beförderung unmöglich gemacht habe. Lecomte bestreitet ein solches Verhalten und wirft der Deutschen Bahn Diskriminierung von Menschen mit Behinderung vor, was diese wiederum von sich weist.